# Lam Lay Yong
Lam Lay Yong, nascida Oon Lay Yong (Singapura, 12 de fevereiro de 1936) é uma matemática singapurense com ancestrais chineses.

## Obras
- A Critical Study of the Yang Hui Suan Fa, a Thirteenth-Century Mathematical Treatise, National University of Singapore Press 1977.
- Jiu Zhang Suanshu (Nine Chapters on the Mathematical Art): An Overview, Archive for History of Exact Sciences, Band 47, 1994, S. 1-51.
- Zhang Qiujian Suanjing (The Mathematical Classic of Zhang Qiujian): An Overview, Archive for History of Exact Sciences, Band 50, 1997, S.201-240.
- com Ang Tian Se: Fleeting Footsteps. Tracing the Conception of Arithmetic and Algebra in Ancient China, World Scientific, Singapore, 1992, 2. Auflage 2004
- A Chinese Genesis, Rewriting the history of our numeral system, Archive for History of Exact Sciences, Band 38, 1988, S. 101-108
- com Ang Tian-Se: Circle measurements in ancient China, Historia Mathematica, Band 13, 1986, S. 325-340.
- com Shen Kangsheng: Mathematical problems on Surveying in Ancient China,  Archive for History of Exact Sciences, Band 36, 1986, S. 1-20.
- The geometrical basis of the ancient Chinese square-root method, Isis, Band 61, 1970, S. 92-102.
- The conceptual origins of our numeral system and the symbolic form of algebra,  Archive for History of Exact Sciences, Band 36, 1986, S. 183-195.
- Linkages: exploring the similarities between the Chinese rod numeral system and our numeral system, Archive for History of Exact Sciences, Band 37, 1987, S. 365-392.
- On the Chinese Origin of the Galley Method of Arithmetical Division, The British Journal for the History of Science, Band 3, 1966, S. 66-69
- The Development of Hindu-Arabic and Traditional Chinese Arithmetics, Chinese Science, Band 13, 1996, S.35-54
- com Shen Kangshen: Methods of solving linear equations in traditional China, Historia Mathematica, Band 16,1989, S.107-122
- Arithmetic in Ancient China, Lam Pin Foo, 3. Oktober 2009